# Synchroa punctata
Synchroa punctata är en skalbaggsart som beskrevs av Newman 1838. Synchroa punctata ingår i släktet Synchroa och familjen Synchroidae. Inga underarter finns listade i Catalogue of Life.

## Bildgalleri

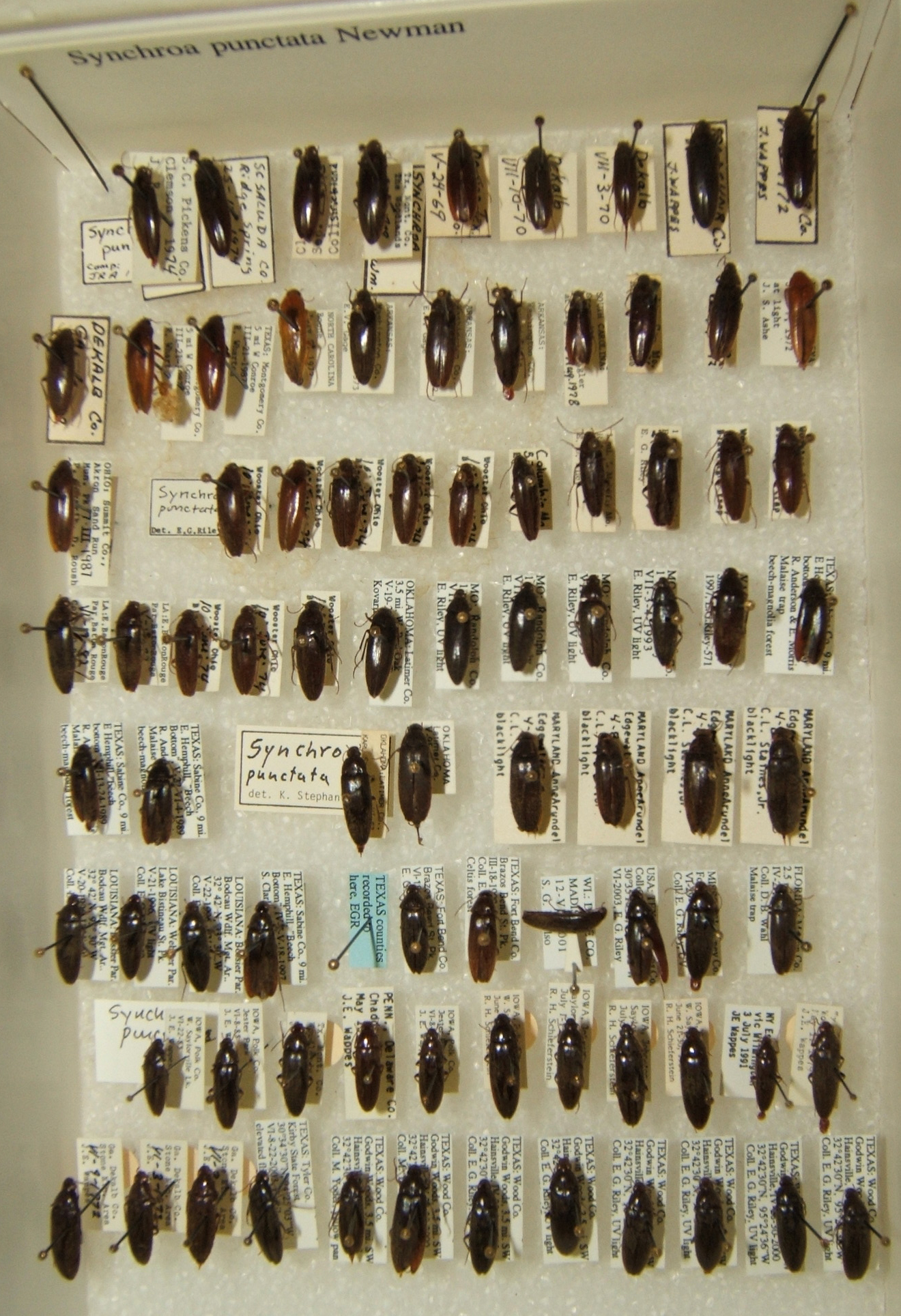